# Saeed al-Ghamdi
Saeed Abdallah Ali Sulayman al-Ghamdi (arabisk: سعيد الغامدي, Sa‘īd al-Ghāmdī) (21. november 1979 – 11. september 2001) var en af de fire mænd, der nævnes af FBI, som flykaprer af United Airlines Flight 93 i terrorangrebet den 11. september 2001. 
Al-Ghamdi var fra provinsen Al-Bahah i Saudi-Arabien, som var et isoleret og underudviklet område. al-Ghamdi delte det samme samme tilhørsforhold med de andre flykaprere på Flight 93, Ahmed al-Ghamdi, Hamza al-Ghamdi og Ahmed al-Haznawi. Han havde ikke en universitetsuddannelse. Han menes at have været i kontakt med andre af flykaprerene så tidligt som i 1999.